# Kill Me Baby
Kill Me Baby (キルミーベイベー?, Kirumībeibē) è un manga yonkoma scritto e disegnato da Kaduho, che ha iniziato la serializzazione sul Manga Time Kirara Carat di Hōbunsha nel luglio 2008. La serie narra le vicende di Sonya, una fredda assassina che frequenta un liceo tra una missione e l'altra, e di Yasuna Oribe, una studentessa e compagna di classe di Sonya. Al duo si unirà anche Agiri, una ninja che sostiene di essere il capo dell'organizzazione di Sonya. Un adattamento anime, prodotto dalla J.C.Staff e diretto da Yoshiki Yamakawa, è stato trasmesso in Giappone nel 2012. Un OAV è stato pubblicato il 16 ottobre 2013.

## Personaggi
Yasuna Oribe (折部 やすな?, Oribe Yasuna)
Doppiata da: Chinatsu Akasaki
Una normale studentessa che si autoproclama amica di Sonya, senza badare alla pericolosità di quest'ultima. Molto impavida e con una mentalità semplice tende spesso a provocare Sonya con prove di resistenza o nei peggiori dei casi prendendola in giro, per poi subirne le conseguenze.
Sonya (ソーニャ?, Sōnya)
Doppiata da: Mutsumi Tamura
Un'assassina professionista di origine straniera e dalla mente fredda che frequenta una normalissima scuola superiore. A causa del suo lavoro, è sempre in costante allerta, reagendo in modo violento per autodifesa. Data la sua prudenza, tende spesso ad attaccare Yasuna scambiandola per un nemico. Nonostante la sua compostezza da duro, lei ha paura di varie cose come ad esempio scarafaggi, fantasmi, animali selvatici e cani (anche domestici). Nell'episodio tredici, Sonya salva Yasuna da un pozzo dimostrando così la sua responsabilità nei confronti della ragazza.
Agiri Goshiki (呉織 あぎり?, Goshiki Agiri)
Doppiata da: Ai Takabe
Dalla personalità molto quiete, è una ninja che fa parte della stessa organizzazione di Sonya, si è trasferita nella stessa scuola di Yasuna e Sonya per svolgere alcuni incarichi. A scuola occupa un'aula dove inizialmente era occupata dal Club di Ninja. Intrattiene spesso Yasuna e Sonya con delle tecniche ninja dette ninjutsu. Ha dei lunghi capelli color violaceo.
Unused Character (没キャラ?, Botsu-kyara)
Doppiata da: Rie Kugimiya
Personaggio senza nome dai capelli rossi e occhi verdi, che avrebbe dovuto far parte cast principale, ma è stata scartata da Yasuna, probabilmente avrebbe assunto i suoi stessi tratti di personalità. Da quel momento ha giurato vendetta contro Yasuna e Sonya.

## Media

### Manga
La serializzazione di Kill Me Baby è iniziata nel numero di luglio 2008 della rivista di Manga Time Kirara Carat con una striscia che illustrava il prototipo del manga. Houbunsha ha pubblicato la prima collana di volumi il 27 gennaio 2009 contenenti i primi cinque volumi pubblicati.

### Anime

Logo della serie

Un adattamento anime della J.C.Staff è andato in onda dal 5 gennaio 2012 al 29 marzo 2012 sulla rete televisiva TBS con una durata di 13 episodi.
La sigla iniziale è Kill Me, Baby! (キルミーのベイベー！?, Kirumī no beibē!) cantata da Mutsumi Tamura e Chinatsu Akasaki, mentre la sigla di chiusura è Futari no ki mochi no honto no himitsu (ふたりのきもちのほんとのひみつ?) di Tamura e Akasaki.
Un album musicale, Kill Me Baby Super, includente anche un OAV, è stato poi pubblicato il 16 ottobre 2013.

#### Episodi
| Nº  | Titolo italiano (traduzione letterale) Giapponese 「Kanji」 - Rōmaji                                                | In onda          | In onda |
| Nº  | Titolo italiano (traduzione letterale) Giapponese 「Kanji」 - Rōmaji                                                | Giapponese       |         |
| 1   | Ninja e cani sotto i fiori di ciliegio 「いぬをしのびてさくらさく」 - Inu o shinobi te sakura saku                  | 5 gennaio 2012   |         |
| 2   | Nunchaku, orsi e palloncini 「わざぬんちゃくでくまふうせん」 - Waza nunchaku de kuma fuusen                         | 12 gennaio 2012  |         |
| 3   | Maledizioni di esper, giorni piovosi e sumo 「えすぱのろえばあめすもう」 - Esupa noroeba ame sumō                   | 19 gennaio 2012  |         |
| 4   | Ghiaccio, angurie, yoga e assassini 「あいするすいかよがしかく」 - Aisuru suika yoga shikaku                        | 26 gennaio 2012  |         |
| 5   | Festival altruisti, mare e marionette 「むしをまつりてうみにんぎょう」 - Mushi o matsuri te umi ningyō              | 2 febbraio 2012  |         |
| 6   | Dispositivi da ombelico e splendente ghiaccio grattugiato 「へそからくりでてるごおり」 - Heso karakuri de teru gōri | 9 febbraio 2012  |         |
| 7   | Cultura, giochi di destrezza e battaglia 「ぶんかおてだまできばせん」 - Bunka otedama de kibasen                    | 16 febbraio 2012 |         |
| 8   | Trappole, strumenti e pugnalate 「はまりかなでりつきささり」 - Hamari kanaderi tsukisasari                          | 23 febbraio 2012 |         |
| 9   | Esche, terra e rami dimenticati 「つりつちのこしわすれえだ」 - Tsuri tsuchinoko shi wasure eda                      | 1 marzo 2012     |         |
| 10  | Babbo Natale, ghiaccioli e pupazzi di neve 「さんたつららてゆきだるむ」 - Santa tsurara te yukidarumu               | 8 marzo 2012     |         |
| 11  | Bagni, mochi e primo sogno dell'anno 「ふろたこもちてはつゆめし」 - Furo tako mochi te hatsuyume shi                | 15 marzo 2012    |         |
| 12  | Cioccolato, sonno e ferite 「ちょこがねむけて けがしっぷ」 - Choko ga nemuke te kega shippu                         | 22 marzo 2012    |         |
| 13  | Kill, Me e Baby 「きるがみーしてべいべする」 - Kiru ga Mī shite Beibe suru                                          | 29 marzo 2012    |         |
| OAV | Statue del Buddha, lesioni e Halloween fasulli 「ぶつぞうけがってにせはろうぃーん」 - Butsuzō kegatte nise Harowīn  | 16 ottobre 2013  |         |